# ボルベール〈帰郷〉
『ボルベール〈帰郷〉』（Volver）は、2006年のスペインの映画。ペドロ・アルモドバル監督によるタンゴの楽曲「Volver」（カルロス・ガルデル）を題材にした血の繋がった三世代の女性による人間ドラマである。舞台となるラ・マンチャはアルモドバル監督の故郷でもある。
第59回カンヌ国際映画祭では主演のペネロペ・クルスを含む出演した女優6人に対して女優賞が贈られた。また、脚本賞も受賞している。第79回アカデミー賞の外国語映画賞スペイン代表でもある。第21回ゴヤ賞において作品賞、監督賞、主演女優賞など5部門で受賞した。

## ストーリー
風の吹きすさぶラ・マンチャの小さな村の墓場で、3年半前の火事でともに命を失った両親の墓所の手入れをする姉妹ライムンダ（ペネロペ・クルス）とソレ（ロラ・ドゥエニャス）、そしてライムンダの娘のパウラ（ヨアナ・コボ）。普段はマドリードに暮らす3人だが、墓所の手入れはラ・マンチャに古くから伝わる伝統なので、定期的に日帰りでやってくるのだ。そしてライムンダには、村で独り暮らしをしている伯母を説得してマドリードに引っ越させるという第二の目的があった。老齢で身よりも無い伯母を心配するライムンダの善意から出た行動だったが、伯母は頑として聞き入れず、一行は仕方なくマドリードへ引き返す。しかし、ライムンダとパウラが帰宅してみると夫のパコの様子がおかしい。問いつめるライムンダに、パコは仕事を首になったと告げる。そして事件は翌日に起こった。勤務先から電話をかけても全くつながらないので不審に思ったライムンダが通勤バスから降りると、バス停で雨に打たれながら待っている娘の姿があった。
一方そのころ、ソレの元には伯母の急死の報が届く。電話をかけてきた伯母の友人アグスティーナ（ブランカ・ポルティーヨ）によると、墓所の契約や支払いなどの手続きはすべて済んでおり、何も心配する事はないという。あまりにも手際がいいので少し不審に思うソレだったが、とりあえずライムンダの家に電話し、皆でラ・マンチャ行きの段取りを決めようとする。しかし信じられない事に、ライムンダの口からは「どうしても行けない」という返事が。何かがおかしい。そう思いつつもひとりで出発し、亡き伯母の家に到着したソレは、信じられない光景を目の当たりにするのだった。

## 主な登場人物
ライムンダ
演 - ペネロペ・クルス、日本語吹替 - 林真里花
本編の中心人物。マドリードで夫と娘三人で暮らしている。出身はラ・マンチャ。自己中心的で押しが強い性格。空港で調理、清掃などの仕事をしつつ、平凡な生活を送っていたが、ある日、娘が夫を刺殺してしまい人生が一変する。
ソーレ
演 - ロラ・ドゥエニャス、日本語吹替 - 引田有美
ライムンダの姉。独身。マドリードの自宅で無許可で美容室をしている。ライムンダとは対照的に温和な性格。ライムンダとその娘パウラとは親しく、定期的に3人で故郷を訪れて両親の墓所の世話をしている。ライムンダと同じく平穏な生活を送っていたが、ある日伯母急死の報が届き…。
パウラ
演 - ヨアナ・コボ、声 - 小松由佳
ライムンダの娘。作中で年齢は明言されていないが、ライムンダが「14年前に子供を産んだ」と発言しているので14～15歳だと思われる。携帯電話が手放せないごく普通の女の子、だが家族の運命を大きく変える事件を引き起こす。
イレーネ
演 - カルメン・マウラ、日本語吹替 - 藤生聖子
ライムンダとソーレの母親。3年半前の火事で夫とともに死亡。本編はライムンダ、ソーレ、パウラの3人が墓参りをするシーンから始まる。しかし後日、村に住むアグスティーナが彼女の声を聞いたと言い出す。
パウラ伯母さん
演 - チュス・ランプレアベ、日本語吹替 - 深沢エミ
イレーネの姉。ラ・マンチャで一人暮らしをしている。目が不自由で痴呆も進んでいる。
アグスティーナ
演 - ブランカ・ポルティーヨ、日本語吹替 - 火野カチコ
ラ・マンチャの村で暮らす女性。パウラ伯母さんの向かいの家。ライムンダやソーレとも仲良し。
パコ
演 - アントニオ・デ・ラ・トーレ
ライムンダの夫。同じくラ・マンチャの出身だが、冒頭の墓参りには仕事の都合で参加していない。その後、突然解雇されたことから精神不安定になり、一家を崩壊させる事件の直接のきっかけを作る。なお、「パコ」はフランシスコの愛称。
- その他日本語吹替：斉藤貴美子、佐藤晴男、松岡大介、渡辺英雄、二瓶美江、勝田晶子